# Fern, Wisconsin
Fern là một thị trấn thuộc quận Florence, tiểu bang Wisconsin, Hoa Kỳ. Năm 2010, dân số của thị trấn này là 158 người.